# Malešice (zámek)
Zámek v Malešicích je nevelký barokní dvorec u Malešického náměstí v Praze 10-Malešicích. Je chráněn jako kulturní památka.

## Historie

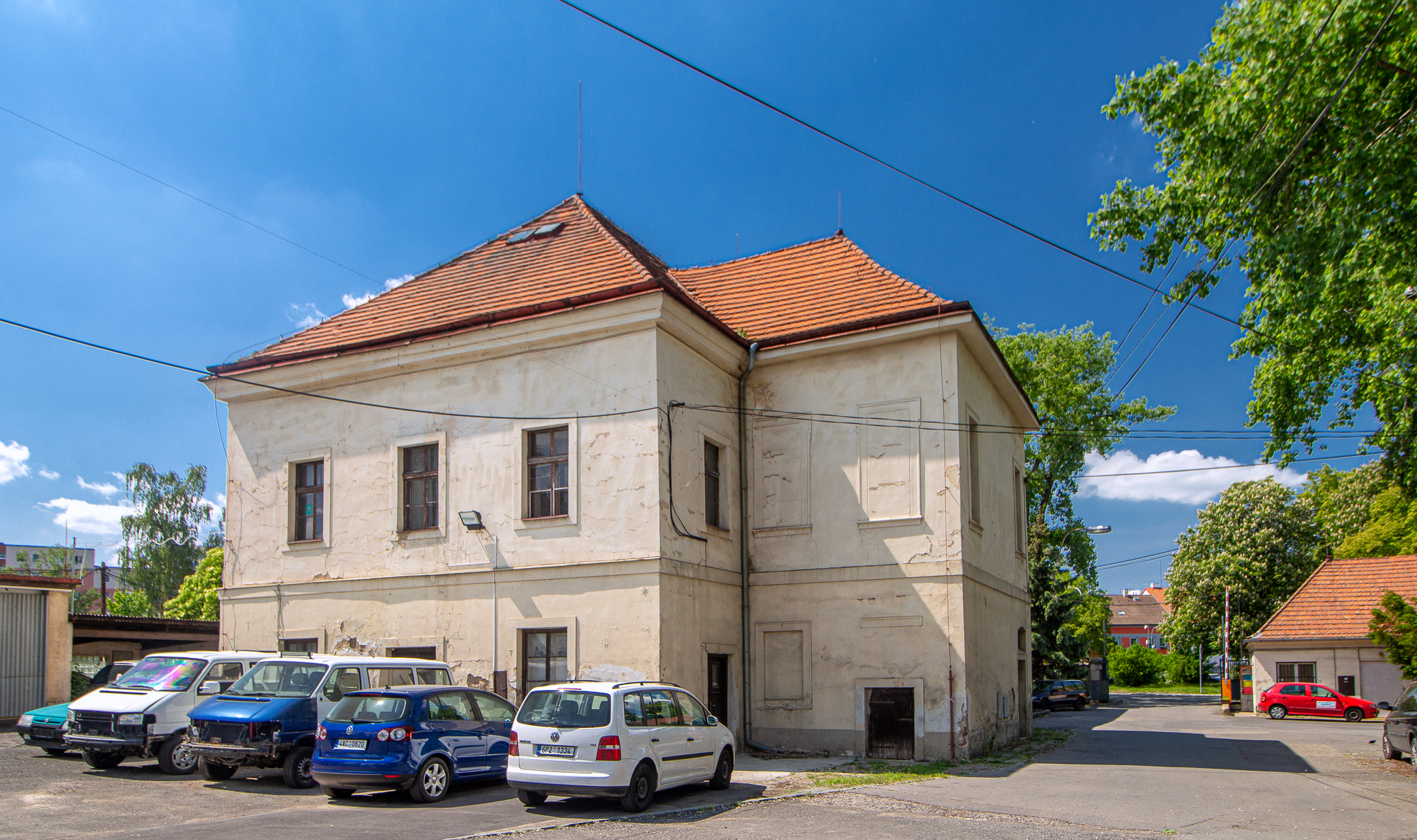
Malešický zámek, tvrz

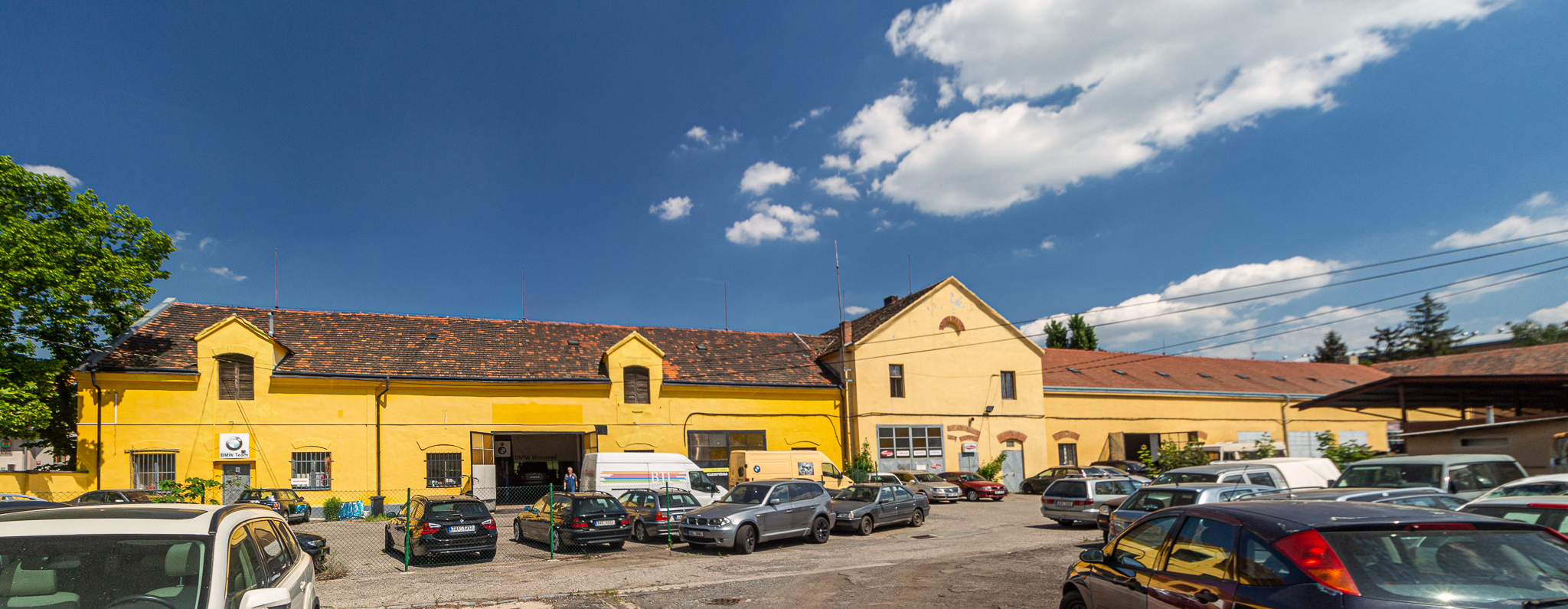
Malešický zámek, dvůr a hospodářské budovy

Budova leží na místě bývalé tvrze (zmíněné prve roku 1408). Zámek byl postaven v letech 1686 až 1689 stavitelem Jakubem Antonínem Canevallem pro hraběte Vratislava z Mitrovic
Nejstarší písemná zpráva o Malešicích je z roku 1309, v roce 1408 patřily Heřmanovi z Horek, přičemž tato zpráva poprvé zmiňuje i malešickou tvrz. 
Majitel Ladislav Malešický v roce 1525 prodal spojenému Starému a Novému Městu tento svůj majetek – tvrz, dvůr nebo usedlosti v Dvorcích za 2000 kop pražských grošů. Zpráva z roku 1527 však uvádí jako příjem z této obce 267 kop grošů. Náklady na zdejší dvůr v uvedeném roce činily značně vysokou částku 1299 kop grošů, což lze vysvětlit tím, tato částka byla třeba na opravy zdejšího dvora a možná i tvrze.[zdroj?]
Během třicetileté války byly Malešice poničeny při švédském obléhání Prahy. Nejsou zprávy o tom, v jakém stavu tehdy byl zdejší poplužní dvůr a tvrz. Poté Malešice připadly Vratislavům z Mitrovic, kteří je v roce 1727 prodali pražské univerzitě. Současná podoba zámku pochází z roku 1755.
Současnost
Zámek není v dobrém stavu a veřejnosti je běžně nepřístupný. Ve dvoře a hospodářských budovách sídlí malé firmy.

## Přístup
K zámečku se lze dostat snadno ze zastávky Malešické náměstí autobusů MHD. Objekt se nachází v oploceném areálu, do kterého je přístup pouze vrátnicí. Vede kolem něj turistická značená trasa  1105 z Kobylis, která v Malešicích končí, žlutá turistická trasa a Naučná stezka Sv. Josefa.